# Tyler McVey
Tyler McVey (14 de febrero de 1912 – 4 de julio de 2003) fue un actor de carácter de nacionalidad estadounidense.

## Biografía
Nacido en Bay City (Míchigan), su primer papel, sin aparecer en los créditos, lo obtuvo en 1951, con 39 años de edad, en The Day the Earth Stood Still. En 1953 actuó sin créditos en otros dos filmes, De aquí a la eternidad y Mission over Korea.
Una de sus primeras actuaciones televisivas tuvo lugar en 1953 en un episodio de Four Star Playhouse. En la década de 1950 McVey fue artista invitado en capítulos de las series The Restless Gun, Dragnet, El llanero solitario, I Love Lucy, Hallmark Hall of Fame, My Friend Flicka, Highway Patrol, It's a Great Life, Annie Oakley, y The Man and the Challenge. Desde 1953 a 1956 intervino en la serie educativa de la CBS You Are There, narrada por Walter Cronkite. 
Entre 1959 y 1960 McVey fue el General Norgath en la serie de la CBS Men Into Space. En 1964 fue escogido para encarnar al General Hardesty en la película Siete días de mayo. A lo largo de las décadas de 1960 y 1970 McVey siguió haciendo actuaciones televisivas como artista invitado, con papeles en Bat Masterson, Death Valley Days, The Wild Wild West, The F.B.I., Bonanza, Ironside, Ellery Queen, y Eight Is Enough. 
Las últimas actuaciones de McVey tuvieron lugar en dos capítulos de la serie de Michael Landon para la NBC Highway to Heaven, en 1985 y 1986.
McVey se casó tres veces. Su primera esposa fue Lorraine Budge, con la que contrajo matrimonio en 1937. Tras divorciarse, en 1950 se casó con Rita Ann Stickelmaier, divorciándose ambos en 1970. Finalmente, en 1971 McVey se casó con Esther Geddes.
Tyler McVey falleció el 4 de julio de 2003, a causa de una leucemia, en Rancho Mirage, California. 